# アンティ・トルマネン
アンティ・トルマネン（フィンランド語: Antti Törmänen、1989年6月28日 - ）は、日本棋院東京本院所属の囲碁棋士。初段。フィンランドの北ポフヤンマー県オウル市出身、小林千寿六段門下。

## 経歴
フィンランド在住の12歳の頃、漫画『ヒカルの碁』を読んで囲碁に興味を持ち、地元の囲碁クラブに通い始めて囲碁を始めた。その後はヨーロッパで100回以上アマチュア棋戦に出場し、経験を積んだ。その間の主な実績は、世界青少年囲碁選手権大会で2005年5位、フィンランドの選手権で2008年・2010年・2012年優勝、ロンドン碁コングレスのオープン部門で2010年優勝、ヨーロッパ碁コングレスの早碁トーナメントで2011年優勝、同コングレスのオープン部門で2013年準優勝など。
フィンランドの大学に在学中、親しくなった中国人に誘われて、北京に1か月半留学。囲碁の技術の高さに驚きを感じ、強くなるにはヨーロッパを離れるべきだと決意する。2011年の秋に渡日し、日本棋院の院生となる。約7か月の滞日のあとフィンランドに帰国し、大学を卒業。2014年4月に改めて渡日し院生に復帰、小林千寿門下となり、囲碁の勉強に励んだ。
2015年の日本棋院冬季棋士採用試験では院生序列により本戦から出場。結果は8勝7敗の9位であったが、本戦で勝ち越しを決めたことにより外国籍特別採用棋士としての採用が決定された。2016年4月に入段。ヨーロッパ出身の日本棋院所属棋士の誕生は、ハンス・ピーチ以来19年ぶり。
2020年に妻の生田慶穂（中世文学・連歌の研究者）が山形大学の准教授になったことに合わせて山形県に転居し、当地で指導や普及活動を行っている。
入段後は各棋戦に出場する傍ら、日本国外での普及活動や翻訳活動も行っている。

## 人物
- フィンランド語のほかに英語やドイツ語など6か国語を操る[1]。来日当初は日本語は挨拶程度しか理解できなかったが、入段決定直後の2016年の時点で漢字も読めるようになったほか、敬語なども流暢に扱えるようになっている[1][7]。
- 入段後には、目標としてまず三段まで昇段することや[7]、囲碁の普及[1]を挙げている。また、アマチュアへの指導や、英語の書籍の執筆なども行っていきたいと語っている[2]。
- 1980年のレークプラシッドオリンピックのスキージャンプ90m級で金メダルなどの実績があるスキージャンプ選手のユーコ・トルマネンは、アンティの伯父にあたる。そのため、日本の棋士という「特殊な世界」で生きることに対し、両親の理解は深かったという[7][11]。
- 好きな棋士として高川格・本因坊秀栄・武宮正樹を挙げている[7]。

## 著書
- Invisible: The Games of AlphaGo（Hebsacker Verlag（ドイツ語版）, 2017年）ISBN 3937499067, ISBN 9783937499062